# Léon Boutry
Léon Boutry, né le 28 novembre 1880 à Lille et mort pour la France à Thélus dans le département du Pas-de-Calais le 25 septembre 1915, est un géographe français du XXe siècle. Son nom est inscrit au Panthéon parmi les 560 écrivains morts au combat pendant la Première Guerre mondiale.

## Biographie
Léon Louis Boutry, né le 28 novembre 1880 au no 12 de la rue des Manneliers à Lille est le fils de Pierre Léon Boutry (1848-1937), horloger et de Louise Coupe (1856-1920), institutrice.  
Après sa scolarité au lycée Faidherbe à Lille, il part préparer les concours des grandes écoles au lycée Louis-le-Grand à Paris. Il est admis à la première place de la section lettres à l'École normale supérieure en 1900,,. Après son admission, il doit s'engager pour 3 ans dans l'armée et commence son service militaire en octobre 1900 au 43e régiment d'infanterie qu'il termine en septembre 1901 avec le grade de caporal, avant d'être nommé sergent en 1902. Il reprend ses études en 1901, obtient la licence ès lettres en juillet 1902, présente un mémoire pour le diplôme d'études supérieures sur l'intérieur du Brésil et réussit (classé deuxième) le concours d'agrégation d'histoire et géographie en 1904,. C'est à cette époque qu'il se lie avec le géographe Raoul Blanchard.  
Pendant ses études à Paris, il donne des conférences pour les Universités populaires. Une fois diplômé, il part enseigner pendant un an au lycée d'Agen puis au lycée de Valenciennes. Attiré par les travaux scientifiques, il revient à Lille auprès de l'Institut de géographie pour préparer une thèse de doctorat sur l'Ardenne qui s'étend de la Thiérache au Luxembourg.  
En 1911, il est nommé maître de conférences en géographie à la faculté des lettres de Clermont-Ferrand.    
Lors de la mobilisation du 2 août 1914, il est rappelé au 99e régiment territorial d'infanterie avant d'être transféré au 50e régiment d'infanterie de Périgueux en septembre 1914. Son régiment participe à la bataille de l'Artois, au cours de laquelle Léon Boutry est tué entre Neuville-Saint-Vaast et Thélus le 25 septembre 1915,.  Raoul Blanchard rapporte qu'il écrivait le matin même de attaque : « Cette fois l'heure terrible de la ruée en masse est près de sonner. Ma compagnie attend sous une assourdissante canonnade. Nous sommes tous pleins d'espoir. Ce sera dur. N'importe. On tâchera de bien marcher ».

## Œuvres principales
- La population de l'Ardenne, posthume, 1920
- La forêt d'Ardenne, posthume, 1920

## Distinctions
- Officier d'académie, arrêté du 13 juillet 1914[13]
- Croix de guerre 1914–1918, étoile de bronze

## Hommages
- Le nom de Léon Boutry est inscrit au Panthéon dans la liste des 560 écrivains morts pour la France[14].
- Son nom figure sur les monuments commémoratifs du lycée Faidherbe à Lille et de l'École normale supérieure à Paris, sur le monument aux Parisiens morts pendant la Première Guerre et sur la plaque commémorative du lycée Louis-le-Grand à Paris.